# Église Saints-Michel-et-Gaétan de Florence
L'église Saints-Michel-et-Gaétan (en italien : Chiesa dei Santi Michele e Gaetano, dit localement San Gaetano) se situe à Florence en Italie, sur la Piazza degli Antinori qui débute la Via Tornabuoni.

## Histoire
Après avoir été fondée au XIe siècle et dédiée à saint Michel-archange, l'église, nommée San Michele Bertelde, est concédée aux Théatins en 1592 et la dédicace initiale est complétée par celle de saint Gaétan de Thiene, lié à la Contre-Réforme et fondateur de l'ordre.
L'aristocratie florentine qui les finançait de ses donations et aumônes,  et qui développa le quartier fastueusement de la via Tornabuoni, en fit la plus belle œuvre baroque de Florence.

## Architecture

### Extérieur
La façade est construite en pietra forte en haut d'une volée (8 pour être exact) de plusieurs marches. Elle est agrémentée de plusieurs statues et décorations de marbre blanc : les trois portails surmontés de frontons triangulaires supportent des sculptures : le principal, d'un couple d'allégories chères aux Théatins, L'Espérance et La Pauvreté encadrant les armoiries des Théatins ; les porches latéraux, des niches avec les saints de l'ordre : saint Gaétan de Thiene (par Balthasar Permoser) et saint André Avellin. Au-dessus de l'oculus central du haut figurent les armes des Médicis, maîtres de la ville.

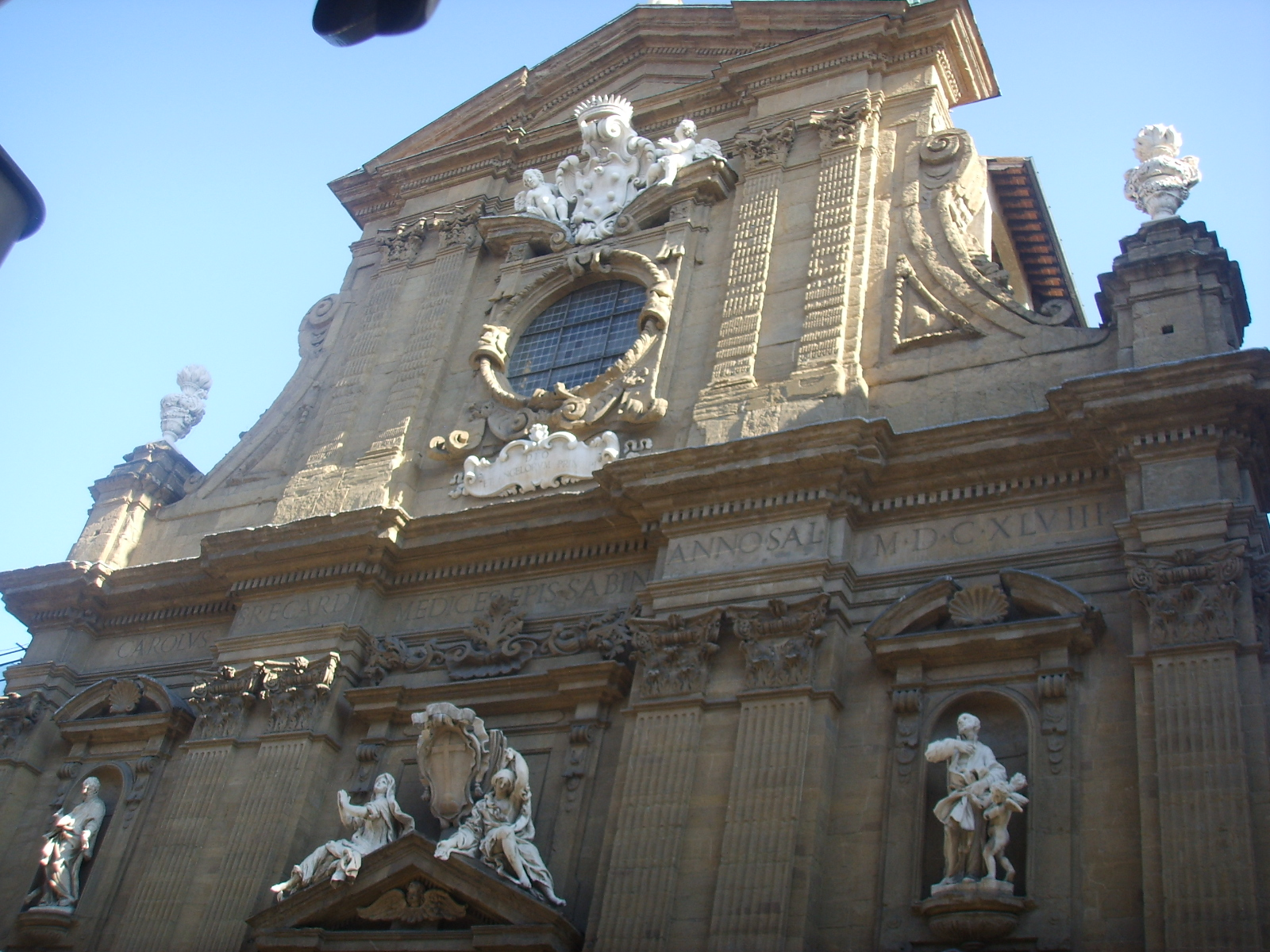
La façade et ses statues de marbre au centre.
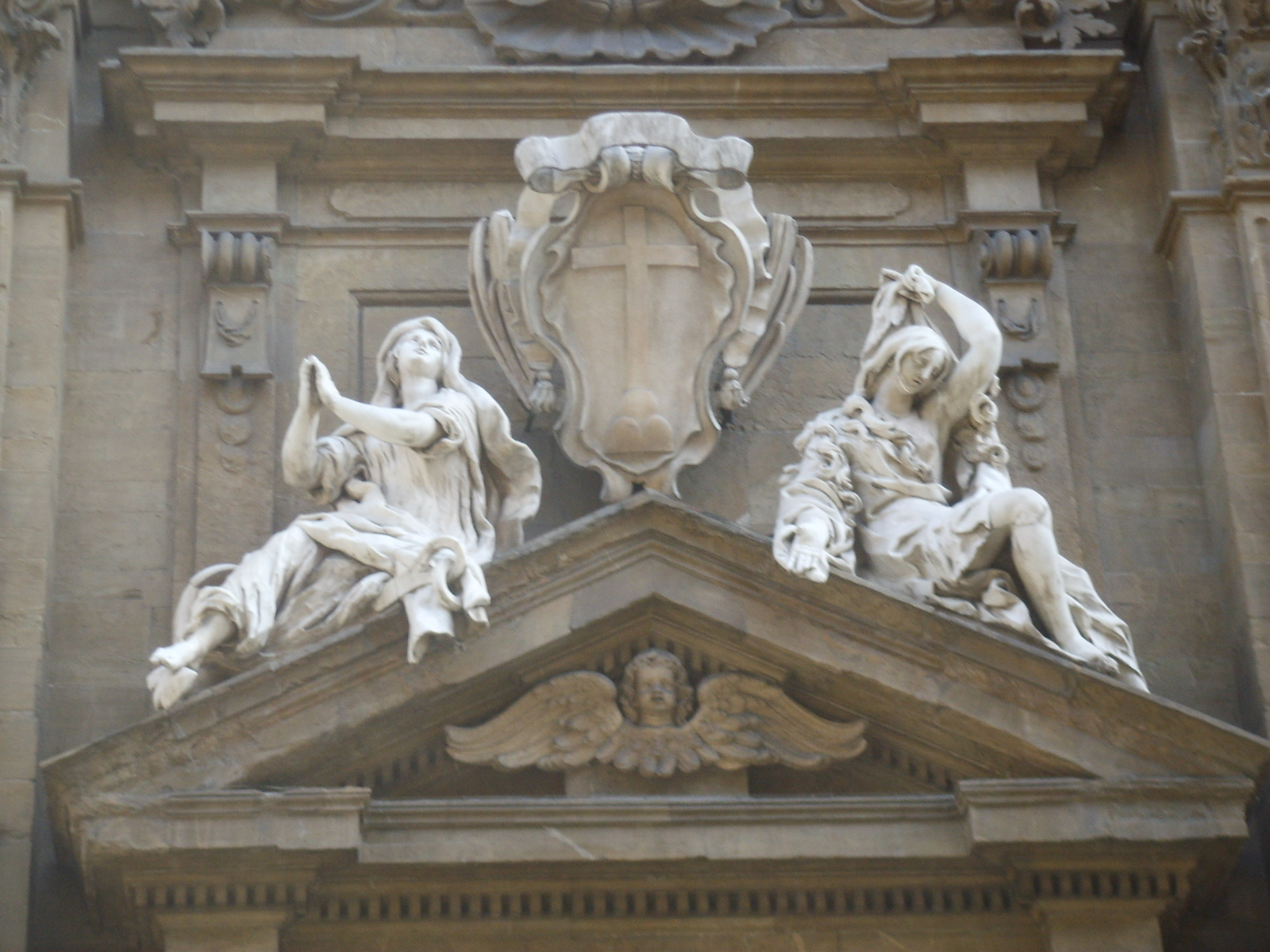
Allégories et armes des Théatins.
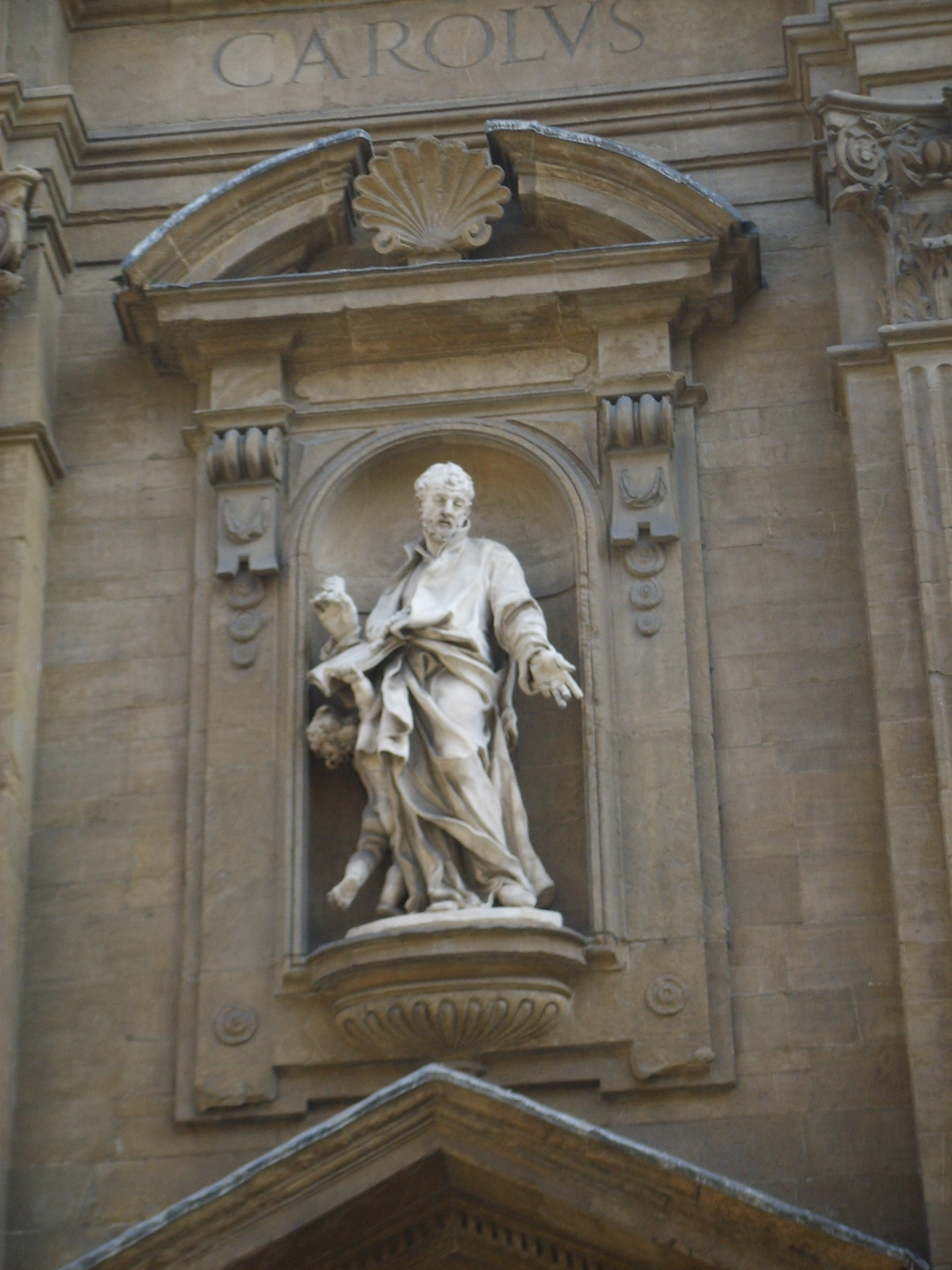
Niche de gauche : Saint  Gaétan de Balthasar Permoser.
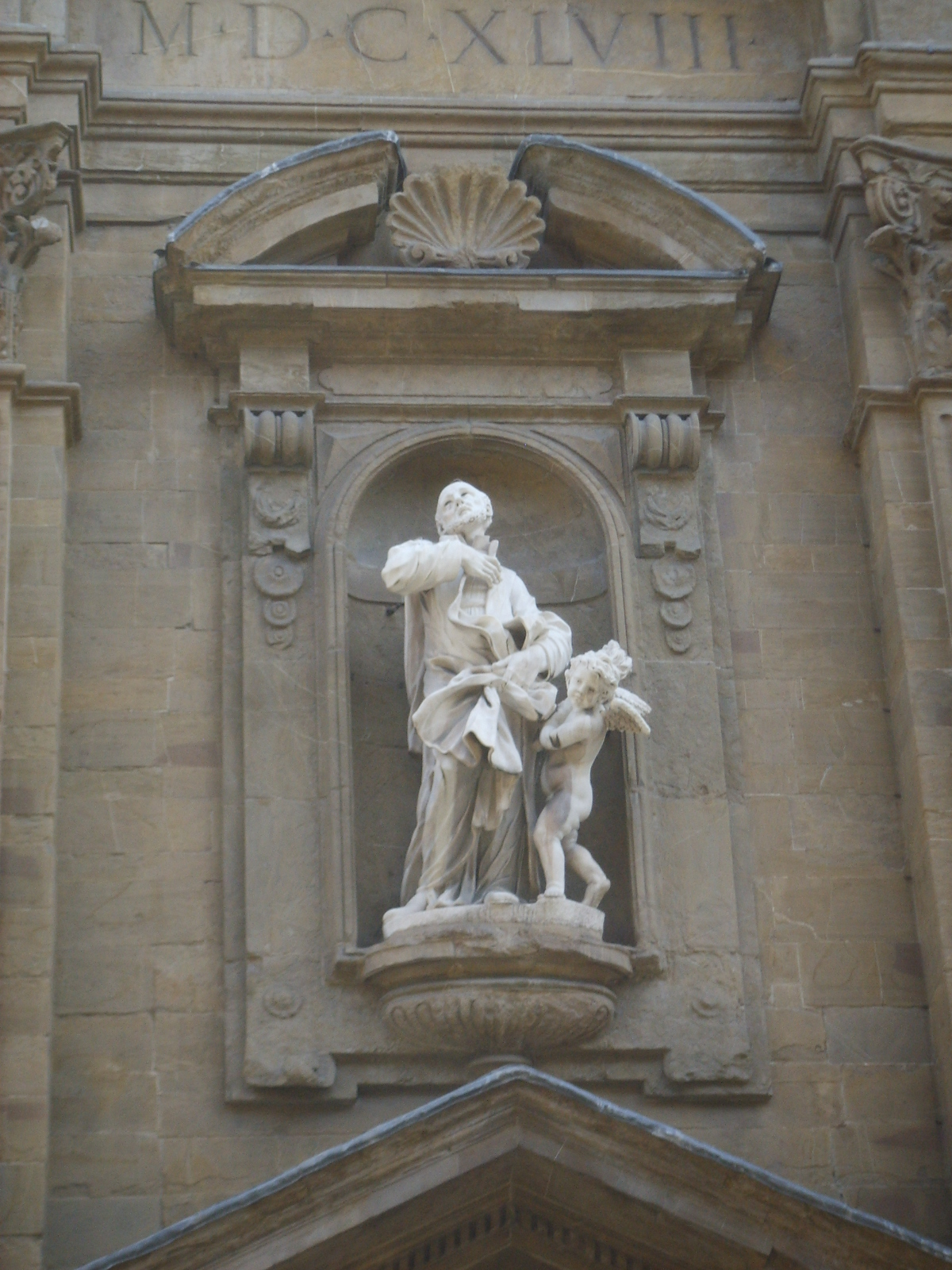
Niche de droite : Saint André Avellin, d'après Anton Francesco Andreozzi.

### Intérieur

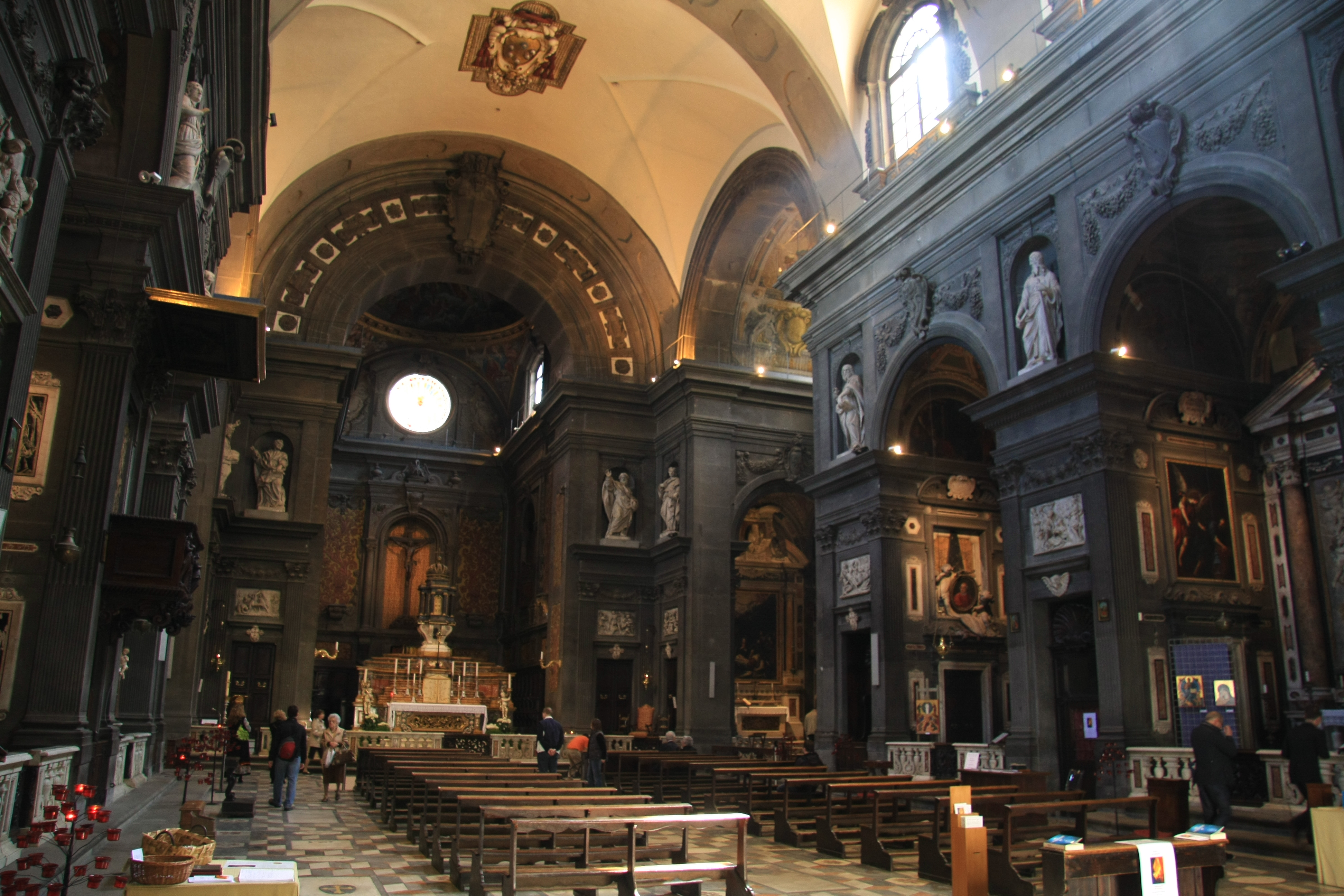
Intérieur de l'église.
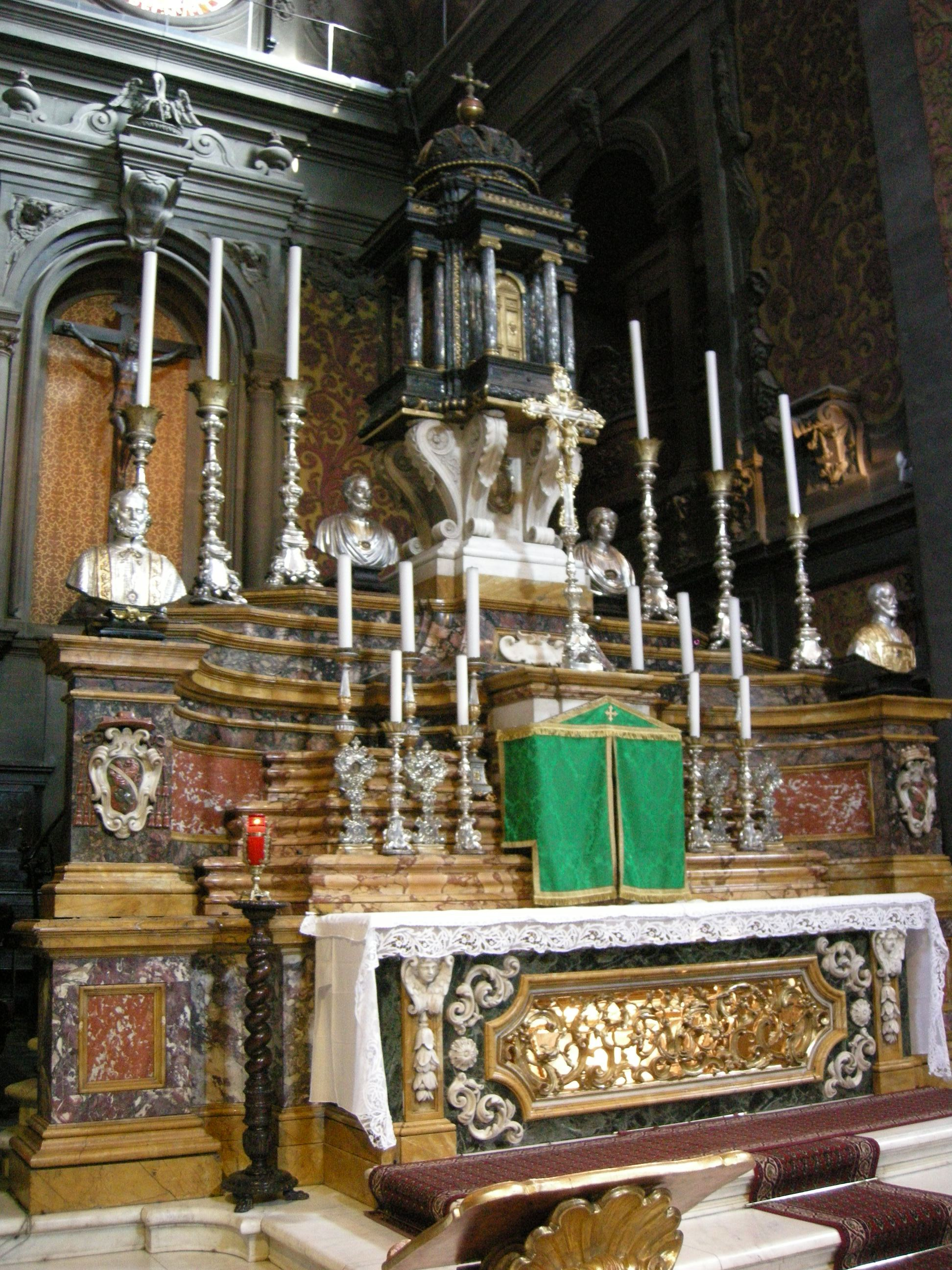
Le maître-autel.
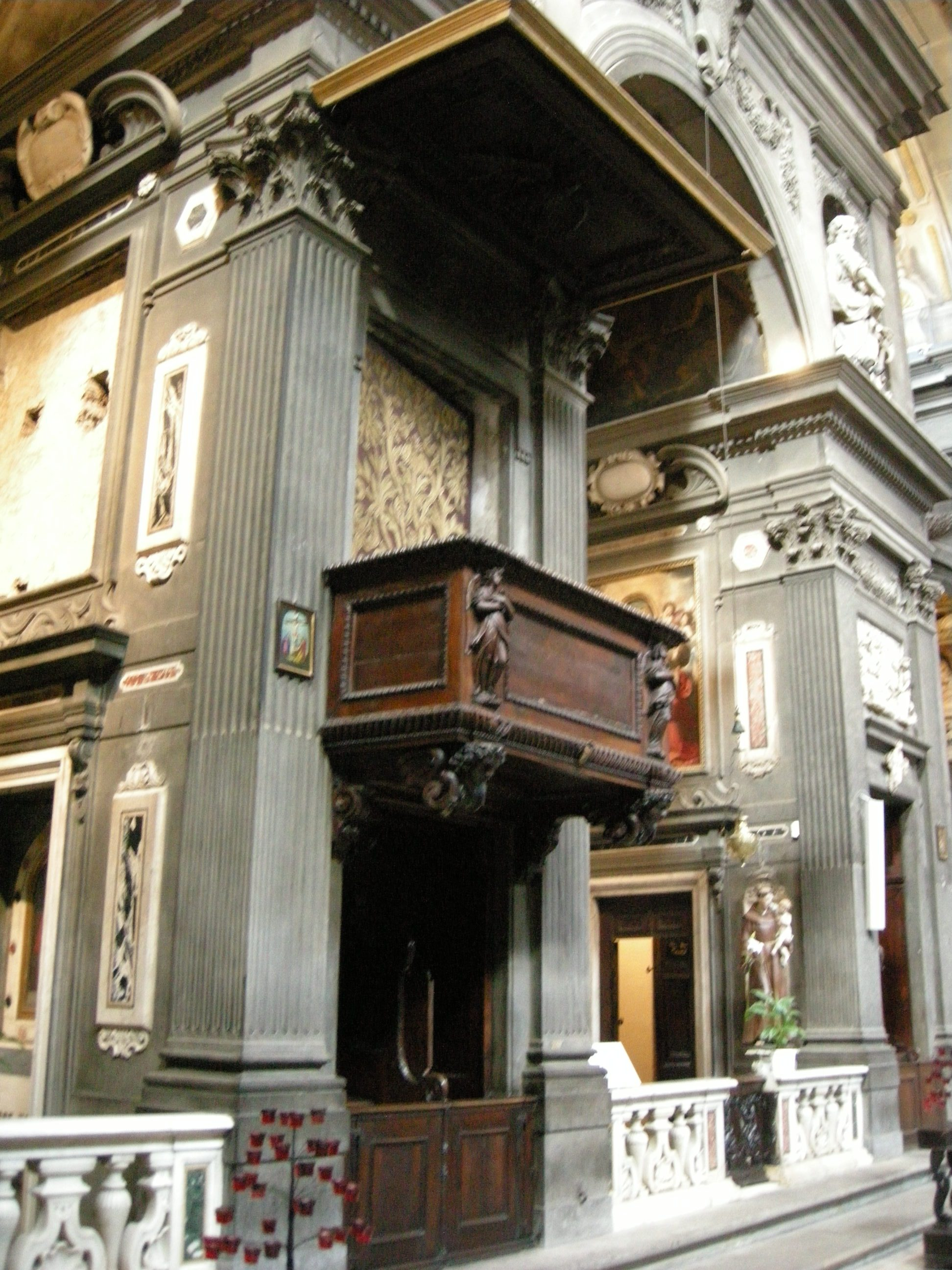
La chaire.
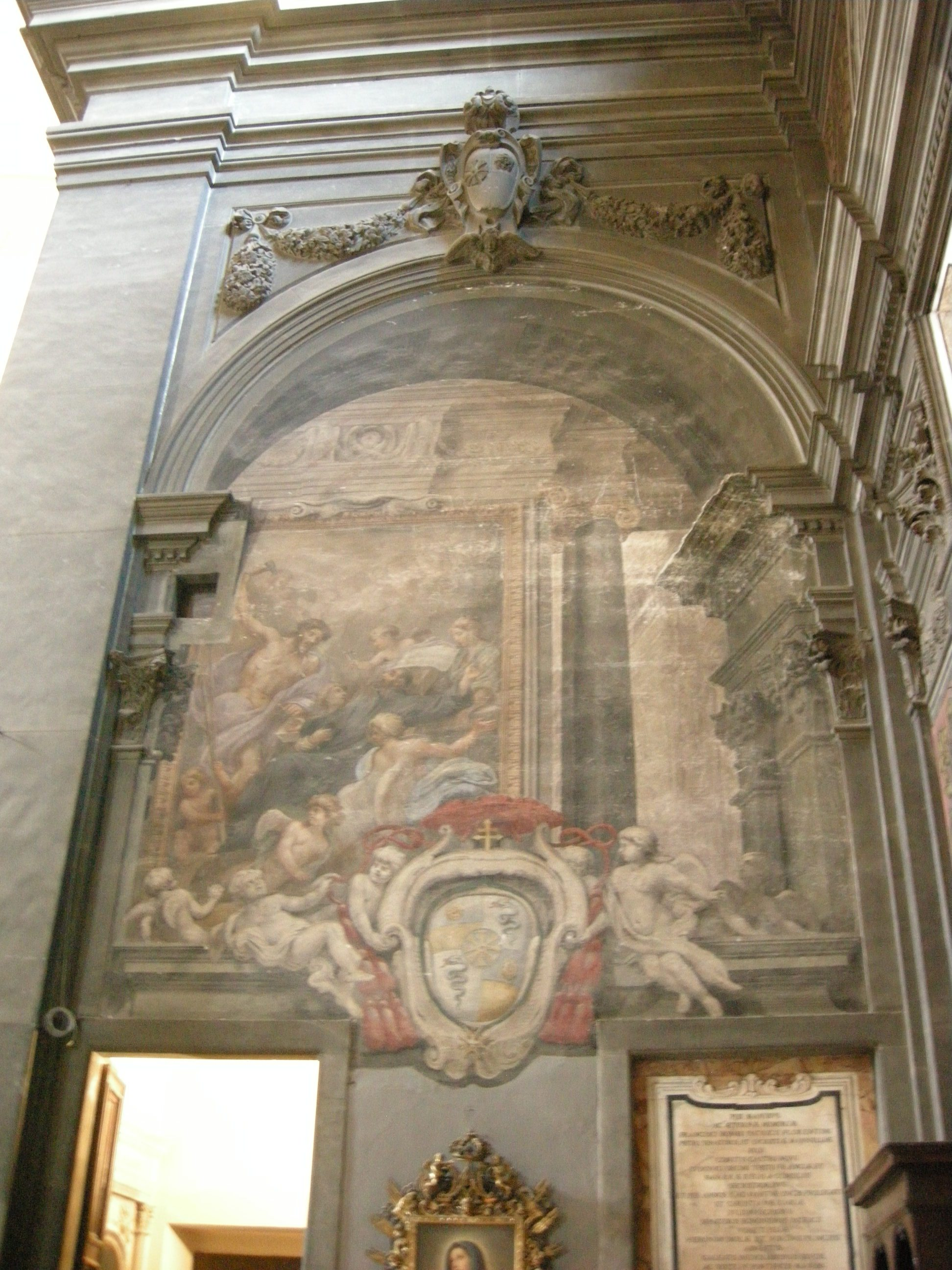
Saint Gaétan recevant les signes de la Passion de Jésus par Jacopo Chiavistelli, quadratura du transept.

Quelques œuvres présentes dans des chapelles des familles nobles de la ville :

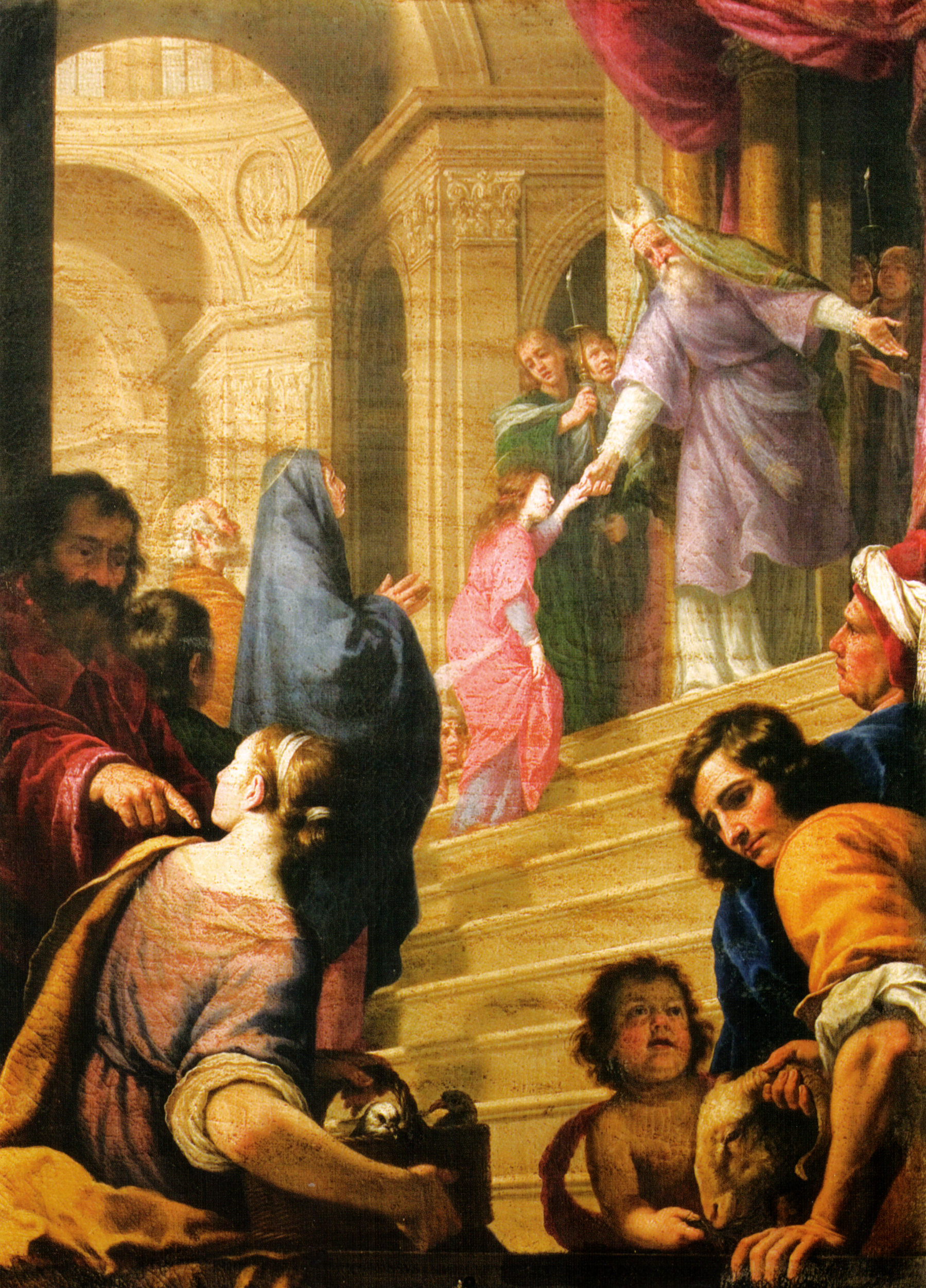
Présentation de Marie au Temple par Alfonso Boschi, chapelle Ardinghelli.
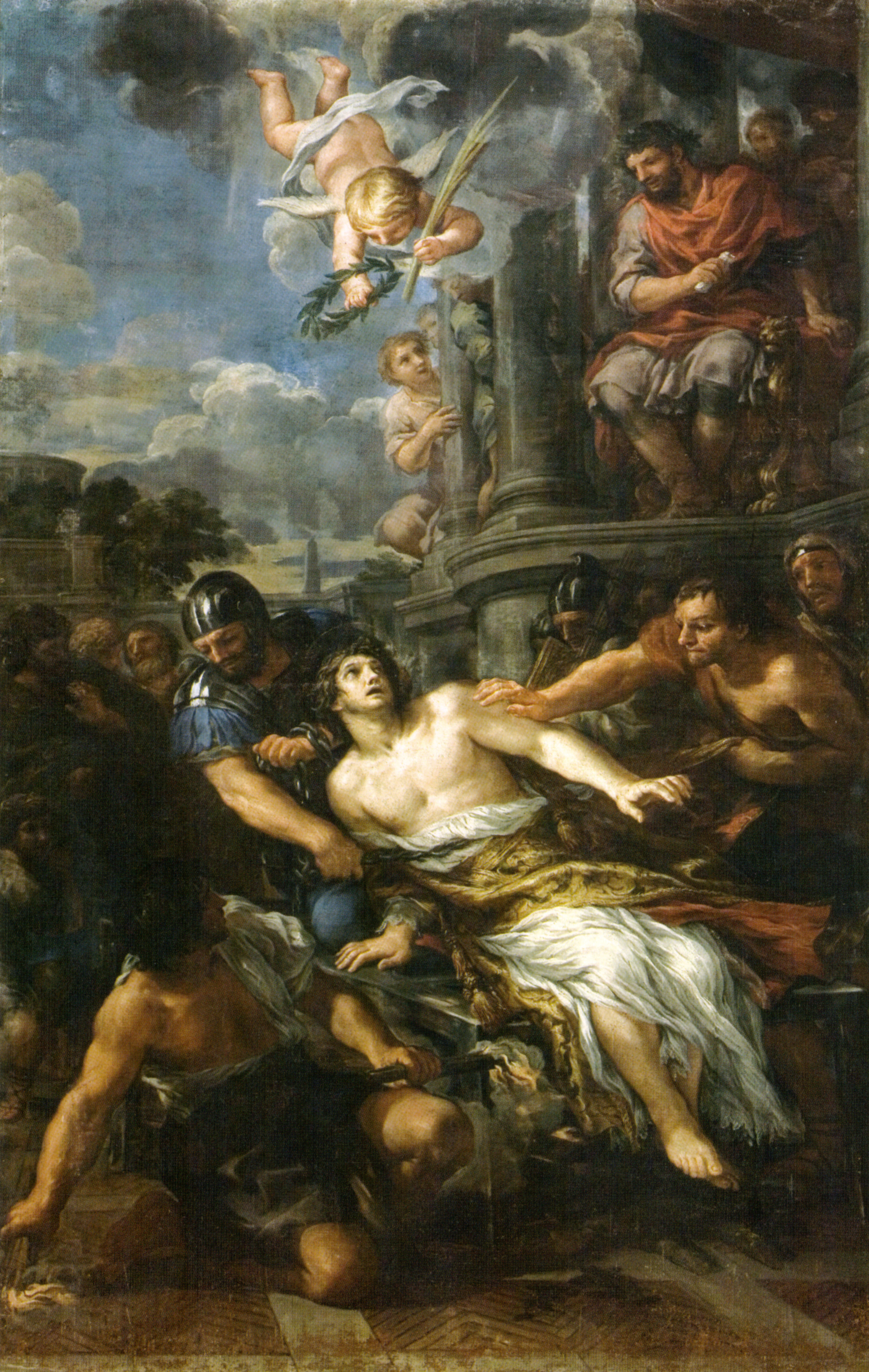
Martyre de saint Laurent par Pierre de Cortone, chapelle Franceschi.
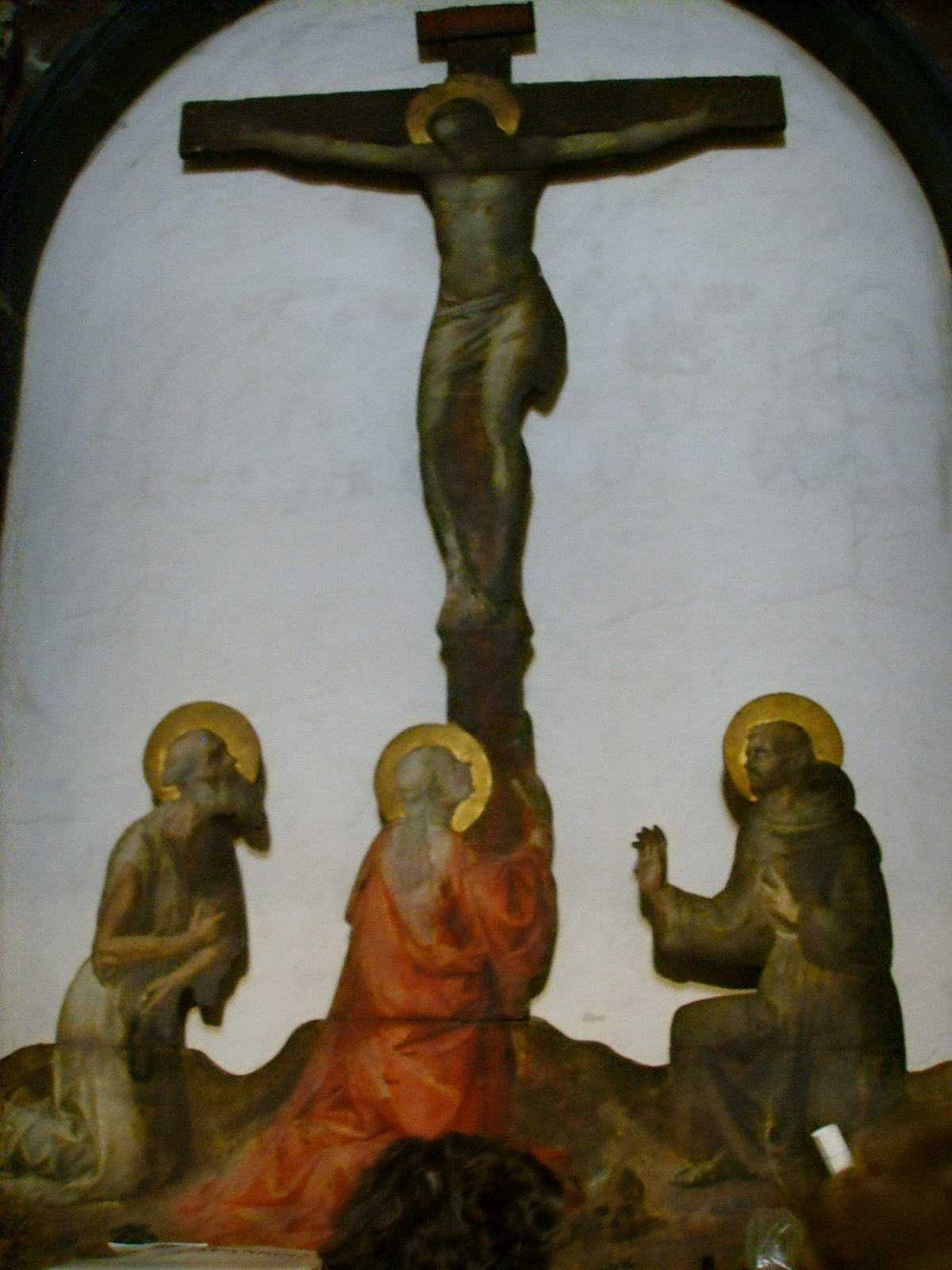
Crucifixion (école de Fra Filippo Lippi), chapelle Antinori.
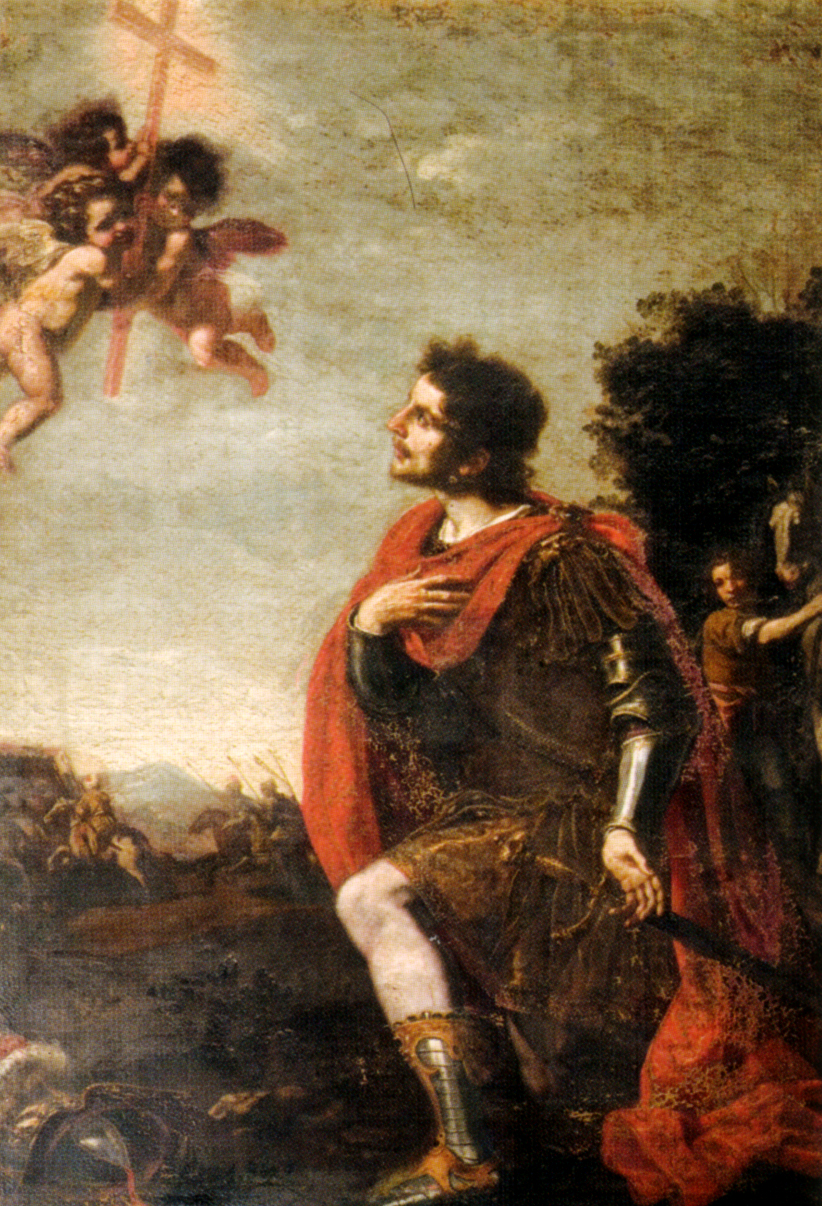
Apparition de la Croix à Constantin par Jacopo Vignali, chapelle Sainte-Hélène.
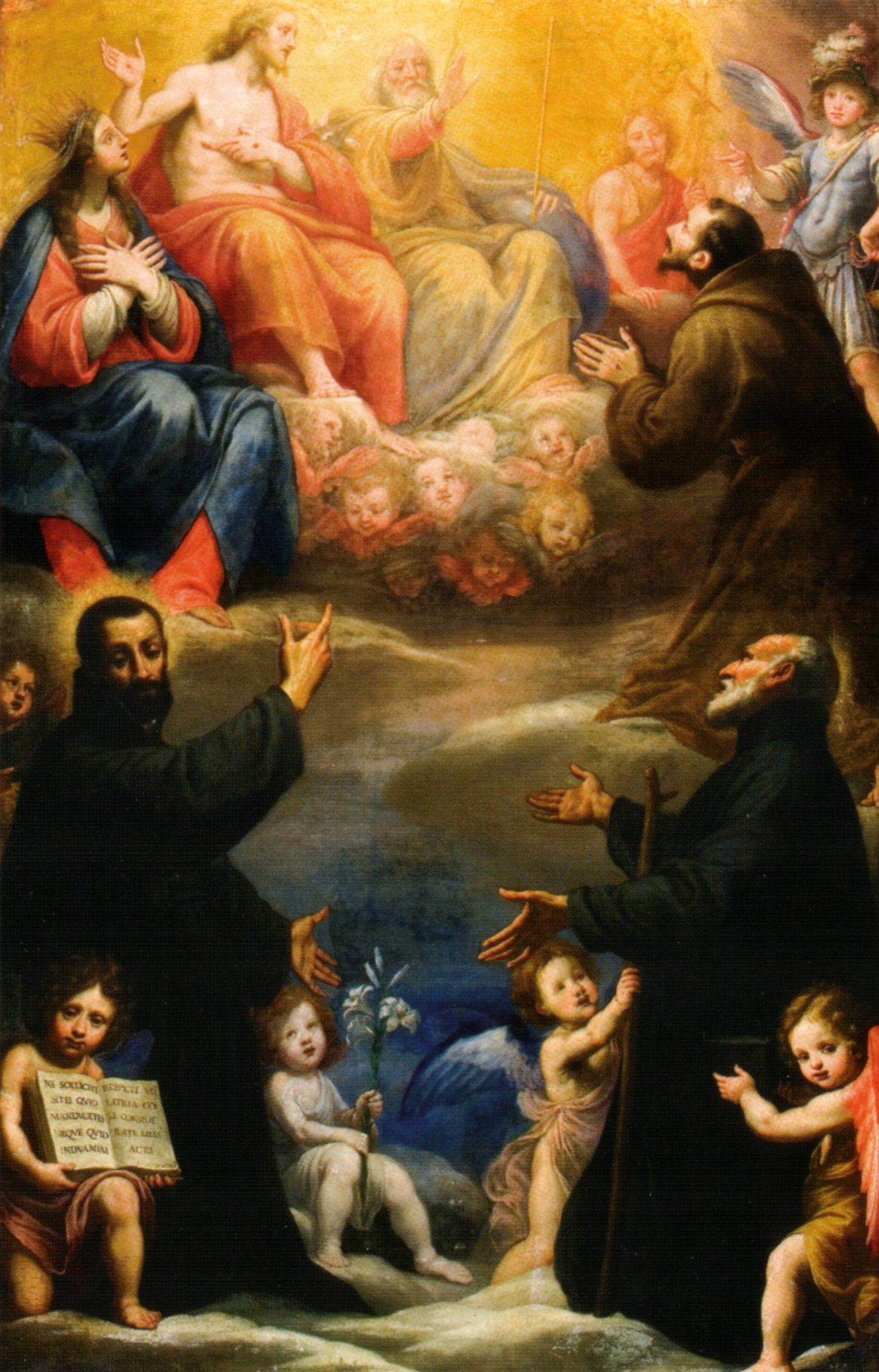
Saint patrons des Théatains par Matteo Rosselli, chapelle Martelli.